# Marie-Claire Boutang
Pour les articles homonymes, voir Boutang.
Marie-Claire Boutang est une helléniste française née Canque en 1916 et morte en 2009.
L'une des 41 premières femmes admises à l'École normale supérieure, épouse et compagne de route de Pierre Boutang, elle a procuré des traductions du grec ancien et une édition de Phèdre.

## Biographie
Née le 21 décembre 1916 à Yzeure, Marie-Claire Canque est la fille d'Yvonne Canque, journaliste, angliciste et résistante. En 1935, elle est reçue au concours de l'École normale supérieure ; elle est l'une des 41 premières élèves féminines de l'établissement, avant que le concours ne soit fermé aux femmes en 1940.
Après avoir passé l'agrégation de lettres (1939), elle enseigne les lettres classiques.
En 1936, elle se fiance avec Pierre Boutang, puis l'épouse. Ils auront six enfants, dont Pierre-André Boutang.
Elle meurt le 26 octobre 2009, à l'âge de 93 ans.

## Traductions
- Jean Racine, Phèdre, Paris, Sorlot, coll. « Les Chefs-d'œuvre », 1941, 95 p. (BNF 32552440).
- Sophocle (trad. du grec ancien, préf. George Steiner), Antigone, Paris, Hermann, coll. « L'Esprit et la Main », 1999, 128 p. (ISBN 2-7056-6395-9).